# Holbæk Seminarium
Holbæk Seminarium var et seminarium for lærerstuderende beliggende i Holbæk. Seminariet fandtes i peroden 1960-2014.
På initiativ af en række lokale kræfter og med godkendelse fra undervisningsministeriet blev Holbæk Seminarium oprettet 1. august 1960.[kilde mangler] Undervisningen foregik efter skoletid på Slotsmarkskolen imedens byggeriet af det nye seminarium skete.[kilde mangler] Efter en landsomfattende arkitektkonkurrence i 1961, hvor projektet fra arkitekterne Gerdt Bornebusch, Max Brüel og Jørgen Selchau vandt, begyndte byggeriet i 1963. I 1965 blev seminariet indviet. Siden er der bygget til med en foredragssal til 250 studerende og et IT-hus med de mest moderne faciliteter.[kilde mangler] Holbæk Seminarium har som andre seminarier oplevet opgangs- og nedgangsperioder: I 1970'erne var der meget stor søgning med årlige optag på 200-260 studerende, medens Holbæk Seminarium i 1980'erne var helt nede på et optag på 50-70 studerende. I slutningen af 2000 har optaget ligget på under 150-200. Allerede i 2009 blev seminariets rektorat fjernet. Seminariet lukkede og al aktivitet ophørte i 2014.
Holbæk Seminarium ligger på et 7 tdl. stort areal med træbevoksninger, en lille sø og med et areal udlagt til afgræsning af skotsk højlandskvæg.[kilde mangler] Bygningen fremtræder som et kunstværk midt i naturen.[kilde mangler]

## Rektorer
- 1960-1982: Otto Marstrand (1919-2004)
- Kim Pedersen, campusdirektør for UCSJ

- Knud Munksgaard

- Ole Glahn (2001-2005), senere MF, Radikale Venstre[5]
- Anders Bülow (2005-)[6]
- Peter Schiødt (-2009)[3]